# Вулиця Ярослава Мудрого (Слов'янськ)
Вулиця Ярослава Мудрого (колишня вул. Садова, Урицького) — центральна вулиця у Слов'янську, Донецької області. Розпочинається Т-подібним перехрестям з вулицею Тараса Шевченка, закінчується перехрестям з вулицею Волзькою. До вулиці прилучається бульвар Героїв Крут. Проходить через Старе Місто та район Лимани.

## Історія
До середини ХІХ століття це була північна околиця міста. З виникненням Шовковичного парку вулиця стала об'їзною навколо нього. Оскільки парк виник як шовковичний сад, вулиця стала називатися Садовою. Наприкінці ХІХ століття на перехресті з вулицею Харківською почали оселятися містяни. Перший будинок був особняком головного лікаря міської лікарні Архангельського.
У 1909 році за кошти міського мецената Авксенція Шнуркова було споруджено коменційне 7-класне училище (зараз має статус пам'ятки архітектури та містобудування). До 1903 року довжина вулиці складала вже 1,1 км.
Зі встановленням радянської влади в місті, перейменована на честь Мойсея Урицького.
У 1950-х продовжена до вулиці Волзької. Забудова садибна. Тоді ж вулицю заасфальтували.
У 1964-1966 роках частину вулиці реконструйовано, знесено приватні будинки, а на їхньому місці побудовани «хрущовки».
У 2016 році рішенням Слов'янської міської ради вулицю перейменовано на Ярослава Мудрого.

## Сполучення з іншими вулицями
- бульвар Героїв Крут;
- вулиця Трунова;
- вулиця Василівська;
- вулиця Генерала Лозановича;
- вулиця Одеська;
- вулиця Вільямса;
- вулиця Ізоляторна;
- вулиця Полярна;
- провулок Ярослава Мудрого;
- провулок Ізоляторний;
- провулок Миколи Гайворонського;
- провулок Богомольця;
- провулок Каховський;
- провулок Довженка.

## Пам'ятки архітектури та містобудування
Корпусу загальноосвітньої школи № 5 (приміщення комерційного 7-класного училища) 1909 року будівництва 1999 році надано статус пам'ятки архітекрути та містобудування.

## Російське вторгнення в Україну (2022)

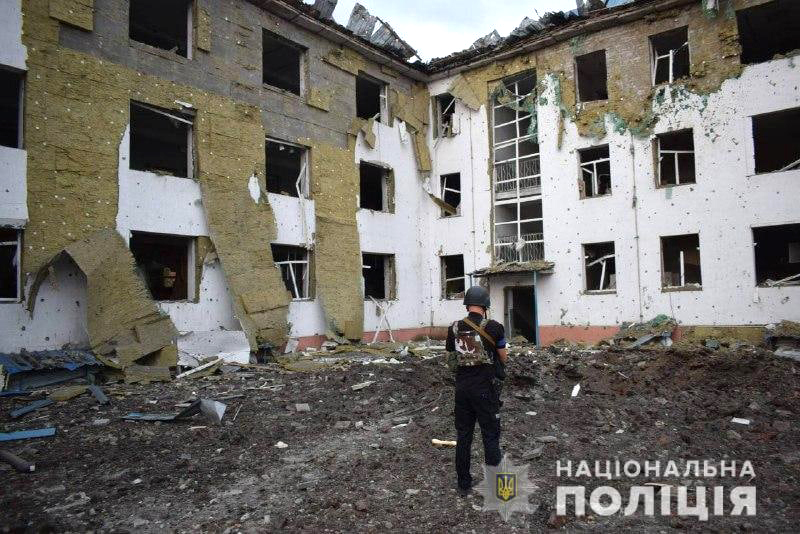
Пошкоджений корпус школи

31 травня 2022 року під час ракетного обстрілу було пошкоджено приміщення школи № 5, декілька багатоповерхівок.